# Маслув (гміна)
Гміна Маслув (пол. Gmina Masłów) — сільська гміна у східній Польщі. Належить до Келецького повіту Свентокшиського воєводства.
Станом на 31 грудня 2011 у гміні проживало 10381 особа.

## Територія
Згідно з даними за 2007 рік площа гміни становила 86.27 км², у тому числі:
- орні землі: 52.00%
- ліси: 37.00%

Таким чином, площа гміни становить 3.84% площі повіту.

## Населення
Станом на 31 грудня 2011:
| Опис     | Загалом | Загалом | Чоловіки | Чоловіки | Жінки | Жінки |
| -------- | ------- | ------- | -------- | -------- | ----- | ----- |
| одиниця  | осіб    | %       | осіб     | %        | осіб  | %     |
| все      | 10381   | 100     | 5245     | 50.52    | 5136  | 49.48 |
| міське   | 0       | 100     | 0        |          | 0     |       |
| сільське | 10381   | 100     | 5245     | 50.52    | 5136  | 49.48 |

## Сусідні гміни
Гміна Маслув межує з такими гмінами: Бодзентин, Ґурно, Заґнанськ, Лончна, Медзяна Ґура.